# Vladislav Martinek
Vladislav Martinek (17. ledna 1926 Dobruška – 8. dubna 2005 Opočno) byl český lesnický entomolog. Zabýval se lesnickou entomologií a biologií lesních škůdců, především pilatek, kůrovce smrkového (lýkožrouta smrkového) a ploskohřbetky smrkové. Od roku 1958 pracoval ve Výzkumném ústavu lesního hospodářství a myslivosti v Jílovišti-Strnadech, kde řídil vědeckou práci útvaru ochrany lesů, v letech 1986-1989 pracoval jako vědecký pracovník výzkumné stanice v Opočně. Výsledky lesnického výzkumu publikoval zejména v Rozpravách ČSAV, časopisech Lesnictví, Studia Entomologica Forestalia a dalších lesnicky nebo obecně entomologicky zaměřených časopisech.

## Odborná činnost
Pedagogicky byl činný na Vysoké škole lesnické (nyní Mendelova univerzita) v Brně, kde externě přednášel v letech 1969-1975 v dálkovém i řádném studiu problematiku ochrany lesů (včetně subtropických a tropických), lesnickou entomologii a metody průzkumu ochrany lesů. Byl řádným členem Státní komise pro udělování titulu doktor věd v oboru pěstování lesů, zkušebním komisařem při rigorózních zkouškách absolventů přírodovědecké fakulty Univerzity Karlovy v Praze. Po řadu let byl řádným členem Čs. národního komitétu východopalearktické sekce mezinárodní organizace pro boj se škodlivým hmyzem. Od roku 1960 byl členem České entomologické společnosti (dříve Československé entomologické společnosti).
Mimo komplexních a rozsáhlých projektů zaměřených na lesní škůdce se věnoval intenzívně studiu dvoukřídlých (Diptera) ze skupiny Acalyptrata. Již v 60. letech 20. století patřil k významným evropským specialistům a byl jednou z vůdčích osobností československé dipterologie. Zaměřil se zejména na čeledi Lauxaniidae, Otitidae, Opomyzidae, Psilidae, Dryomyzidae, Platystomatidae, Pallopteridae a Heleomyzidae.
Faunistickému průzkumu severovýchodních Čech věnoval podstatnou část své terénní práce – zmapoval faunu dvoukřídlých Podorlicka, Orlických hor a Krkonoš. Prováděl i samostatné komplexní výzkumy fauny v přírodní rezervaci Peklo u Nového Města nad Metují, v okolí Týniště nad Orlicí, Dobrušky a některých lokalitách v Polabí. Spolupracoval s entomologickým pracovištěm hradeckého muzea, kde determinoval rozsáhlý materiál z chráněných území východních Čech.
Martinek byl uznávaným evropským taxonomem, popsal pět druhů ze tří čeledí. Bibliografie jeho celoživotní práce na úseku dipterologie zahrnuje více než 150 druhů původních prací publikovaných v zahraničních i našich centrálních nebo regionálních entomologických časopisech.
Po jeho smrti se dokumentační sbírka acalyptrálních čeledí dvoukřídlých stala součástí entomologického sbírkového fondu Muzea východních Čech v Hradci Králové. Jedná se o 16 tisíc exemplářů, což představuje téměř kompletní druhové zastoupení evropských druhů z čeledí, kterým se věnoval.